# Corrent de consciència

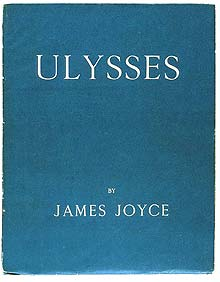
Portada de Ulysses de James Joyce (primera edició, 1922), considerat el primer exemple de l'ús de la tècnica del corrent de la consciència

El corrent de consciència, flux de consciència o monòleg interior és una tècnica literària que intenta representar el punt de vista d'un personatge a partir d'un equivalent escrit del flux de pensament d'aquest individu.
El monòleg interior intenta reproduir els mecanismes del pensament en el text (recorrent, per exemple, a l'associació d'idees). Aquesta tècnica se sol associar amb l'avantguarda i el modernisme anglès. La introducció en la literatura, provinent de la psicologia i la filosofia, se sol atribuir a May Sinclair, però va fer fortuna gràcies a James Joyce. De fet, una de les obres més famoses en què s'utilitza aquesta tècnica és Ulisses, de James Joyce. En Mrs. Dalloway, Virginia Woolf empra el monòleg interior amb molts dels personatges, cosa que permet seguir la narració des de la consciència d'aquests diferents personatges. En català, un dels primers a utilitzar-lo fou el noucentista Carles Soldevila.
És, per tant, un procediment de la tècnica narrativa que consisteix a exposar d'una manera directa allò que s'agita en el subconscient d'un personatge, o allò que, d'una manera tumultuosa, sorgeix de la seva consciència. És un procediment que, bé que hom pot trobar-ne antecedents anteriors, ha estat emprat sobretot pels narradors contemporanis (es manifesta i aconsegueix la realització màxima en l'obra de Joyce), en tant que va vinculat a les doctrines de la psicoanàlisi i, generalment, a la concepció relativista i multivalent de la personalitat humana.
La tècnica es caracteritza principalment per la fusió del món real i el món interior, imaginat per algun dels protagonistes. Tot sovint, en aquest tipus de literatura, resulta complicat desxifrar què passa. Normalment, els escriptors fan servir llargues frases que van d'un pensament a un altre. En algunes ocasions, eviten emprar signes de puntuació per a no trencar el flux de les idees, car en alguns casos, es produeix un remolí d'idees que dura només uns instants. També n'és característica una sintaxi menys desenvolupada, l'omissió de verbs o d'altres elements connectors i els canvis radicals del focus del pensament, interrupcions sobtades o repeticions dubitatives. A més, és freqüent l'ús de l'estil indirecte lliure (és a dir, la inclusió de pensaments del personatge en el relat del narrador).
En els monòlegs interiors, els escriptors proven d'expressar sentiments ocults o desigs reprimits que no poden expressar amb paraules o accions. Són mons diferents de l'interior de les persones que, en la majoria d'ocasions, oculten fantasies i pensaments que mai es podran realitzar.